# Lost River (film)
Lost River is een Amerikaanse film uit 2014, geschreven en geregisseerd door Ryan Gosling. De film ging in première op 20 mei op het Filmfestival van Cannes in de sectie Un certain regard.

## Verhaal
"The wolves... if they're not already at your door... they're gonna be there very f***in' soon." - Ben Mendelsohn in Lost River.
Billy, een alleenstaande moeder, kampt met financiële problemen. Omdat ze haar huis dreigt te verliezen, accepteert ze een bizarre baan in de zeer duistere club van Dave. Haar oudste zoon Bones raakt in conflict met Bully, de meest gevreesde pestkop van de stad, en ontdekt bij toeval een verborgen, vervloekte stad onder het wateroppervlak van de nabijgelegen rivier. Deze vondst leidt tot een aantal heftige gebeurtenissen, die het leven van alle gezinsleden ingrijpend zal veranderen.

## Rolverdeling
| Acteur              | Personage     |
| ------------------- | ------------- |
| Christina Hendricks | Billy         |
| Iain De Caestecker  | Bones         |
| Saoirse Ronan       | Rat           |
| Matt Smith          | Bully         |
| Eva Mendes          | Cat           |
| Ben Mendelsohn      | Dave          |
| Rob Zabrecky        | taxichauffeur |
| Reda Kateb          | taxichauffeur |

## Prijzen en nominaties
| jaar                    | prijs                  | categorie    | genomineerde(n) | uitslag |
| ----------------------- | ---------------------- | ------------ | --------------- | ------- |
| 2014                    |                        |              |                 |         |
| Filmfestival van Cannes | Caméra d'or            | Ryan Gosling | Genomineerd     |         |
| Filmfestival van Cannes | Prix Un certain regard | Ryan Gosling | Genomineerd     |         |

## Productie
Er werd in mei 2013 gefilmd in Detroit (Michigan), onder meer in de Detroit Masonic Temple. De film kreeg in de buitenlandse pers overwegend negatieve kritieken van de filmcritici en gemengde kritieken van de toeschouwers. In Nederland waren de filmcritici aanzienlijk milder in hun oordeel over de film. De film zou aanvankelijk maar één week in de Nederlandse bioscopen te zien zijn, maar door onvoorzien succes werd de screening met een aantal weken verlengd.